# 鲁德巴尔日宫
鲁德巴尔日宫是一座位於拉脱维亚库尔兰地区庫爾迪加市鎮鲁德巴尔日堂区的宫殿。

## 历史
鲁德巴尔日宫建成以前，曾是多个贵族势力角逐的庄园领地。16世纪至1661年，该庄园为埃伯尔哈德·冯·古斯家族所有；1778年至1920年，庄园則为冯·菲尔克斯家族所有。
1835年，巴罗内斯·蒂亚·冯·菲尔克斯在俄罗斯帝国庫爾蘭省建造了鲁德巴尔日宫，并于1882年至1883年改建。鲁德巴尔日宫於1905年被激进的革命者縱火而嚴重损坏，于1908年重建。

## 備註
1. ↑  古斯家族的祖先即16世紀庫爾蘭的地主埃伯爾哈德·馮·古斯，可從利夫蘭的雅各公爵於1670年所寫的信件確認古斯家族的貴族身份。根據瑞典貴族的家譜，古斯家族最初來自葡萄牙，並且與狄奧尼修斯·古斯和紅衣主教約翰內斯·馮·古斯有關係。根據家族線，古斯家族應該是和條頓騎士團一起來到庫爾蘭的。